# 開発援助委員会

開発援助委員会

開発援助委員会（かいはつえんじょいいんかい、英: Development Assistance Committee, DAC）は、OECDの委員会の一つ。開発途上国への開発援助を奨励するとともに、援助の量を増やし質を良くすることを目的とする国際フォーラム。OECD加盟国36カ国のうち29カ国と欧州連合（EU）により構成される。

## 概要
定期的に会合を行い、会合での合意をもとに各部会で作業を行う。

### 議長
シャルロッテ・ペトリ・ゴルニツカ（Charlotte Petri Gornitzka、スウェーデン出身、2016年7月 - )

### 会合
会合は以下の3つがある。
- ハイレベル会合 - 閣僚級が参加。年1回開催
- シニアレベル会合 - 実務担当者が参加。ハイレベル会合の下準備を行う。
- 本会合 - 約6週間に1回開催。DACの年間活動計画の策定や、援助審査を行う。

### 部会
部会には、以下の8つがある。
- 統計作業部会（WP-STAT）
- 援助効果 (Aid effectiveness) 作業部会（WP-EFF）
- 開発評価ネットワーク（EVALUNET）
- ジェンダー平等ネットワーク（GENDERNET）
- 環境と開発協力ネットワーク（ENVIRONET）
- 貧困削減ネットワーク（POVNET）
- ガバナンスネットワーク（GOVNET）
- 紛争と脆弱性に関する国際ネットワーク（CPDC）

## メンバー
DACは欧州連合を含む30のメンバーで構成される。
| • オーストラリア | • フランス     | • ルクセンブルク   | • 韓国         |
| • オーストリア   | • ドイツ       | • オランダ         | • スペイン     |
| • ベルギー       | • ギリシャ     | • ニュージーランド | • スウェーデン |
| • カナダ         | • ハンガリー   | • ノルウェー       | • スイス       |
| • チェコ         | • アイスランド | • ポーランド       | • イギリス     |
| • デンマーク     | • アイルランド | • ポルトガル       | • アメリカ     |
| • 欧州連合       | • イタリア     | • スロバキア       |                |
| • フィンランド   | • 日本         | • スロベニア       |                |

## DACリスト
DACリスト（DAC援助受取国・地域リスト、DAC List of ODA Recipients）はODAによる援助を受ける国、地域を示したリストで、一人当たりの国民総所得（GNI）を基準に高中所得国、低中所得国、低所得国、後発開発途上国（LDC）の4つのグループに分かれる。リストは3年ごとに更新され、3年連続で一人あたりGNIが上限の基準を超え、高所得国に分類された場合、リストから除外される。